# Miles Vorkosigan (roman)
Pour le personnage de la série, voir Miles Vorkosigan.
Miles Vorkosigan (titre original : (en) The Vor Game) est un roman de science-fiction de l'écrivain américain Lois McMaster Bujold, paru en 1990. Il fait partie de la Saga Vorkosigan dont il constitue le sixième volet suivant l'ordre chronologique de l'univers de la Saga Vorkosigan.
Les éditions J'ai lu ont réédité l'ensemble des œuvres de la saga Vorkosigan en intégrale dans des traductions révisées. Le titre français du roman Miles Vorkosigan a changé à sa réédition en 2012 pour devenir La Stratégie Vor.
Les six premiers chapitres ont été publiés comme un roman court intitulé The Weatherman dans le numéro de février 1990 du magazine Analog. Il a obtenu le prix des lecteurs d'Analog du meilleur roman court ou nouvelle longue en 1991.

## Résumé
Fraîchement diplômé de l'académie militaire impériale, Miles Vorkosigan a la surprise de recevoir l'affectation la moins attrayante du service : un poste de météorologue sur l'île Kyril, base d'entraînement arctique. Il accepte l'affectation avec l'espoir qu'une attitude subordonnée (pour changer) lui vaudra une réaffectation, mais il n'a pas le temps de faire ses preuves : au cours d'un accident, le commandant se trouve confronté à une mutinerie passive, et pour éviter un massacre Miles rejoint les mutins et se laisse arrêter avec eux. Après un temps de semi-disgrâce, il reprend du service aux ordres du capitaine Ungari. Mais sa mission déraille, il est séparé de son supérieur et, arrêté, il rejoint à sa grande surprise l'empereur Gregor en prison. Celui-ci, dépressif, songeait à fuir son propre empire et ses responsabilités écrasantes, et a été arrêté pour vagabondage. Ils tentent de s'évader, mais tombent aux mains du commandant Cavilo, qui garde l'empereur en otage pour s'assurer de la bonne conduite de Miles. Ce dernier doit reprendre le commandement de la flotte des mercenaires libres Dendarii pour libérer l'empereur et arrêter l'invasion cétagandane dont il a découvert qu'elle était imminente. Après le succès éclatant de la guerre éclair qui s'ensuit, il rejoint Barrayar avec son empereur et place les mercenaires Dendarii au service de la SecImp (la sécurité impériale) et de l'empereur, ce qui incidemment lui évite d'être le subordonné de qui que ce soit hormis du chef direct de la SecImp.

## Éditions
- The Vor Game, Baen Books, 1990
- Miles Vorkosigan, J'ai lu, Coll. « Science-Fiction », no 3288, 1992, traduction de Arlette Rosenblum  (ISBN 2-277-23288-2)
- Miles Vorkosigan, J'ai lu, Coll. « Science-Fiction », no 3288, 1996, traduction de Arlette Rosenblum  (ISBN 2-277-23288-2)
- Miles Vorkosigan, J'ai lu, Coll. « Science-Fiction », no 3288, 1997, traduction de Arlette Rosenblum  (ISBN 2-277-23288-2)
- Miles Vorkosigan, J'ai lu, Coll. « Science-Fiction », no 3288, 2003, traduction de Arlette Rosenblum  (ISBN 2-290-33893-1)
- La Stratégie Vor, in recueil La Saga Vorkosigan : Intégrale - 2, J'ai lu, Coll. « Nouveaux Millénaires », 2012, traduction de Arlette Rosenblum révisée par Sandy Julien  (ISBN 978-2290029213)